# ツィルクラネ
ツィルクラネ(スロベニア語: Cirkulane)はスロベニアの基礎自治体およびそれを中心とした集落で、シュタイエルスカ地方のホラゼにありドラーヴァ川右岸にあり川を境にクロアチアと国境を接する。現在ではポドルヴァスカ地域に属する。
地域の教区教会は聖バルバラを献じ、マリボル大司教区に属する。1684年に建てられこの場所では初期の建物である。他の教会は13世紀の教会に代わり集落の南側に1926年に建てられ、聖カタリナが献じられている。